# Hexatoma (Eriocera) biguttipennis
Hexatoma (Eriocera) biguttipennis is een tweevleugelige uit de familie steltmuggen (Limoniidae). De soort komt voor in het Oriëntaals gebied.